# Алан Андерсон
Алан Андерсон (енгл. Alan Anderson; Минеаполис, 16. октобар 1982) је бивши амерички кошаркаш. Играо је на позицијама бека и крила.

## Каријера
Колеџ кошарку је играо од 2001. до 2005. на универзитету Мичиген стејт. На НБА драфту 2005. није изабран али је успео да потпише уговор са Шарлот бобкетсима. У новембру 2006. отпуштен је па наставља каријеру у развојној лиги (НБДЛ) где је играо за Тулса сикстисиксерсе. У марту 2007. поново је успео да потпише уговор са Бобкетсима до краја сезоне.
За сезону 2007/08. долази у Европу и потписује за екипу Виртус Болоње. Сезону 2008/09. почиње у дресу руског Тријумфа али их напушта већ крајем децембра 2008. и потписује уговор са Цибоном до краја сезоне. Наредну сезону проводи у дресу Макабија.
Сезону 2010/11. почиње у развојној лиги у дресу Њу Мексико тандербердса, али их напушта у децембру 2010. и потписује за Барселону. Био је најкориснији играч шпанског купа за сезону 2010/11. Напустио је Барсу на крају сезоне.
Сезону 2011/12. је почео у Кини где је наступао за екипу Шандонг лајонса. У марту 2012. се вратио у развојну лигу где је играо за Кантон чарџ. Након само осам утакмица, где је пружао сјајне партије, враћа се у НБА лигу и потписује за Торонто репторсе. У лето 2012. је потписао нови уговор са Репторсима. У јулу 2013. је потписао уговор са Бруклин нетсима.

## Успеси

### Клупски
- Цибона:
  - Првенство Хрватске (1): 2008/09.
  - Куп Хрватске (1): 2009.
- Макаби Тел Авив:
  - Куп Израела (1): 2010.
- Барселона:
  - Првенство Шпаније (1): 2010/11.
  - Куп Шпаније (1): 2011.